# くつろぎ (札幌鉄道管理局)
くつろぎは、日本国有鉄道（国鉄）・北海道旅客鉄道が1973年以降に保有している鉄道車両（気動車）で、ジョイフルトレインと呼ばれる車両の一種である。

## 概要
1973年にキハ27形気動車から3両が改造された車両に端を発する。北海道地区の列車運転上、特急を除く全ての列車と連結を可能にするとともに、少人数での需要にも応じられることなどの理由で、気動車方式となったものである。
1984年にはキハ56形気動車から2両が改造された。その後、老朽化に伴い、キハ56系気動車からの改造車は1997年から1999年までに順次廃車となり、代わりとしてキハ400形気動車・キハ183系気動車から各3両が改造されている。
本項では、国鉄北海道総局・JR北海道のお座敷車両の歴史も踏まえて、時系列順に各車両形式について記述する。

## 車両

### キロ29形0番台

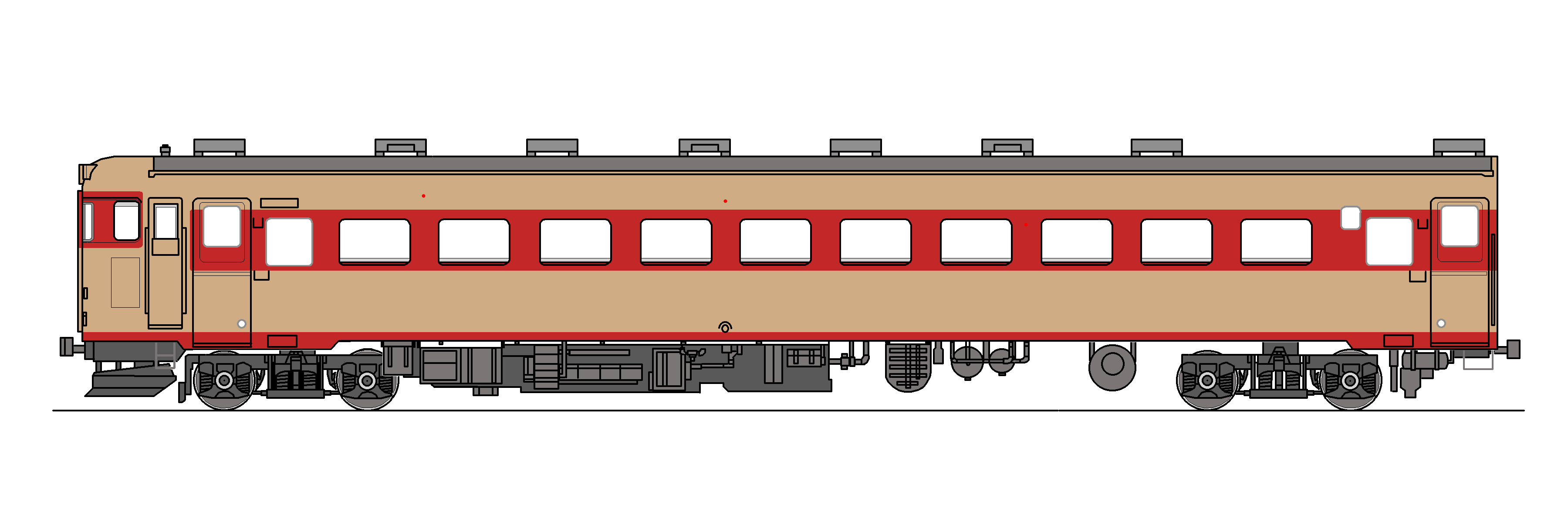
登場当時の塗装デザイン（キロ29形）

1973年に改造された、国鉄では初めての和式気動車である。いずれの車両もキハ27形気動車より改造されており、形式はキロ29形である。改造は1が旭川工場、2が苗穂工場、3が五稜郭工場である。
- キロ29 1（旧キハ27 122）「支笏」- 定員44人
- キロ29 2（旧キハ27 123）「摩周」- 定員44人
- キロ29 3（旧キハ27 124）「サロマ」- 定員44人

客室は固定された畳が18畳、跳ね上げ式の畳が10畳となっている。天井は客車よりも25cm低いことから舟底天井の形状でアルミ化粧板仕上げとした。客室には欄間があり、3分割することもできる。サービス機器は当初はマイク設備のみで、空調装置は作り付けの機器ではなく、家庭用の座敷用扇風機を使用する。物置の設置のため、乗務員室助士席直後の客用扉を閉鎖した。
外部塗装デザインは、クリーム4号をベースカラーとし、赤11号の帯を窓周りに入れる「気動車急行色」である。

### キロ59形0番台

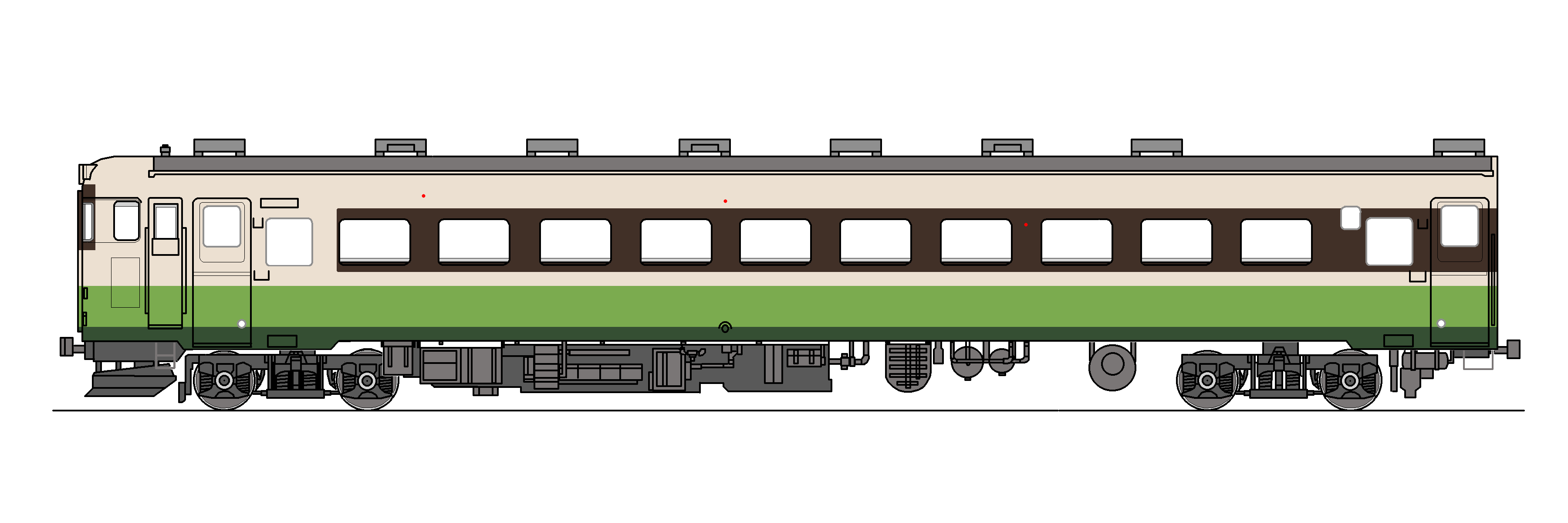
分割民営化後の塗装デザイン（キロ29形）

キロ29形の増備車として、1984年に登場した。2両ともキハ56形気動車より改造されており、形式はキロ59形である。
- キロ59 1（旧キハ56 134）「大沼」- 定員44人
- キロ59 2（旧キハ56 135）「洞爺」- 定員44人

客室は固定された畳が18畳、跳ね上げ式の畳が10畳となっており、基本的にはキロ29形と同様である。天井は舟底天井ではなく原形車両のままで、木目化粧板仕上げとした。空調装置はラインフロー式換気装置（ラインデリア）を設置したが、冷房装置は設置されていない。物置の設置に際しては、キロ29形とは逆に乗務員室運転席直後の客用扉を閉鎖した。
外部塗装デザインは、クリーム1号をベースカラーとし、赤2号の帯をストライプ状に入れた。正面の帯はV字型となった。キロ59形の登場により、キロ29形も同様の塗装デザインに変更され、同時に各車両に愛称がつけられた。
国鉄分割民営化後も非冷房であったが、車体色はコーポレートカラーの萌黄色を使用したものに変更された。

### キハ56形550番台
1990年に登場した。2両ともキハ56形気動車より改造されており、形式はキハ56形のままであるが、550番台に改番された。快速「ミッドナイト」用のカーペットカーとほぼ同一仕様で、2両とも普通車扱いとなった。
- キハ56 551（旧キハ56 124）
- キハ56 552（旧キハ56 145）

この頃に、キロ29形・キロ59形とも、快速「ミッドナイト」と同様の車体色に変更されており、多客時にはカーペットカーの増結車として使用されることもあった。同時に各車両とも機関直結式冷房装置、独立機関式冷房装置の搭載により冷房化された。
1997年にはキロ29 2・3とキロ59 2は廃車となり、キロ29 2とキロ59 2については同年の苗穂工場におけるイベント「車両解体教室」で使用された。

### キハ400形500番台
キロ29形・キロ59形により運用されていた和式気動車が、車両の老朽化や客室設備の陳腐化が目立ってきたため、車両改善への対応を行なうことになり、1997年末から1998年初頭にかけて登場した。3両ともキハ400形気動車から改造されており、形式はキハ400形のままであるが、500番台に改番された。全車両とも普通車扱いである。
- キハ400-501（旧キハ400-141）- 定員32人
- キハ400-502（旧キハ400-142）- 定員32人
- キハ400-503（旧キハ400-149）- 定員32人

外部塗装デザインは、窓より上を濃いグレー、窓から下を赤とした上で、客室部分の窓周りをライトグレーとしているが、これは掘り炬燵をイメージしたものである。また、機器室の部分には、室内の仕切り壁を図案化したマークを入れた。
客室内は深さ300mmの掘り炬燵構造となり、座椅子を使用することで、正座やあぐらではなく、通常の椅子に座るのと同様にくつろげるようにした。室内は全てカーペット敷きとなり、テーブルの収納を行なうことで、床面全体をフラットなカーペット敷きにもできるようにした。通路側は跳ね上げ式の床板とした。また、通路と反対側の窓下には蓋つきの荷物収納スペースが設けられた。壁面は土壁調の化粧板仕上げで、前後の仕切り壁は深い赤色としている。また、窓のロールカーテンは暖簾模様とした。
サービス機器として、カラオケ機器・衛星放送に対応したビデオ装置・電子レンジ・冷蔵庫・電気ポットを搭載した。また、トイレは真空式に改造された。
キハ400形500番台の導入後、キハ56 551・552も同一の塗装デザインに変更された。
キハ400-502,503は2015年3月に廃車となり、5月中〜下旬に苗穂工場で解体された。

### キハ183系6000番台
| 車両正面（2008年10月） |  | 車内（2008年12月） |
| 車両正面（2008年10月） |  | 車内（2008年12月） |

キハ400形の登場によりサービス向上が図られた和式気動車であるが、最高速度は時速95kmのままであり、ダイヤ構成上のネックとなっていた。この問題を解決するために1999年に登場した車両である。3両ともキハ183系気動車から改造されており、6000番台に改番された。全車両とも普通車扱いである。
- キハ183-6001（旧キハ183-507）- 定員46人
- キハ182-6001（旧キハ182-514）- 定員56人
- キハ183-6101（旧キハ183-1557）- 定員46人

外装デザインはキハ400形500番台と同様のデザインとなった。最高時速130km走行に対応しており、キハ183系4550番台と同様に時速120km対応車両との切り替えスイッチを設置しており、全てのキハ183系との連結が可能である。これを生かし、北斗などの定期列車にも組み込まれることがある（この場合、普通車指定席扱いとなる）。
本車両の登場により、キロ29 1・キロ59 1は廃車となり、キハ56形550番台も2001年までに廃車となった。
2015年3月31日付でキハ182-6001が廃車となっている。

左：キハ183-6101（2009年9月 札幌運転所）
右：キハ182-6001（2009年9月 札幌運転所）